# Андыкожа батыра
Село Андыкожа батыра (каз. Андықожа Батыр, до 2001 г. — Донское) — аул в Енбекшильдерском районе Акмолинской области Казахстана. Административный центр сельского округа Донской. Код КАТО — 114535100.

## География
Аул расположен в северо-западной части района, на расстоянии примерно 34 километров (по прямой) к северу от административного центра района — города Степняк.
Абсолютная высота — 293 метров над уровнем моря.
Климат холодно-умеренный, с хорошей влажностью. Среднегодовая температура воздуха положительная и составляет около +3,2°С. Среднемесячная температура воздуха в июле достигает +19,2°С. Среднемесячная температура января составляет около −15,1°С. Среднегодовое количество осадков составляет около 435 мм. Основная часть осадков выпадает в период с июня по август.
Ближайшие населённые пункты: аул Ангал батыра — на севере, село Жанаталап — на западе, село Тасшалкар — на юге.

## Население
В 1989 году население аула составляло 1311 человек (из них русские — 38 %, казахи — 33 %).
В 1999 году население аула составляло 1135 человек (560 мужчин и 575 женщин). По данным переписи 2009 года, в ауле проживало 919 человек (491 мужчина и 428 женщин).
| Численность населения | Численность населения | Численность населения |
| 1989                  | 1999                  | 2009                  |
| --------------------- | --------------------- | --------------------- |
| 1311                  | ↘1135                 | ↘919                  |

## Улицы[7]
- ул. Витебская
- ул. Джамбула
- ул. Ленина
- ул. Ленинградская
- ул. Первомайская
- ул. Садовая
- ул. Советская
- ул. Строительная
- ул. Целинная
- ул. Школьная
- ул. Юрия Гагарина